# آيت عبد السلام (ولماس)
آيت عبد السلام هي إحدى مشيخات المملكة المغربية، تتبع جغرافيا لإقليم الخميسات وإداريًا لولماس. يقدر عدد سكانها بـ 7224 نسمة حسب الإحصاء الرسمي للسكان والسكنى لسنة 2004.